# Јапанска буба
Јапанска буба (лат. Popillia japonica) је врста скарабеја. Одрасла јединка мери 15 мм у дужину и 10 мм  у ширину, има иридесцентне бакрене елитре и зелени грудни кош и главу. Није много деструктиван у Јапану, где га контролишу природни предатори, али у Северној Америци је позната штеточина око 300 врста биљака, укључујући грмове ружа, грожђе, хмељ, кани, креп мирте, брезе, стабла липе и друге.
Одрасле бубе оштећују биљке тако што скелетизирају лишће, односно троше само лисни материјал између жила, а могу се хранити и плодовима на биљкама ако их има, док се подземне ларве хране корењем траве.

## Опис
Одрасла особа P. japonica мери 15 мм у дужину и 10 мм у ширину, са иридесцентним бакарним елитрама и зеленим грудним кошем и главом. Испод покривача крила са сваке стране тела вири низ белих праменова (пега) длаке.

## Дистрибуција
Popillia japonica је пореклом из Јапана, али је инвазивна врста у Северној Америци. 
Први писани докази о појављивању инсеката у Сједињеним Америчким Државама били су 1916. године у расаднику близу Ривертона у Њу Џерзију. Сматра се да су ларве буба ушле у Сједињене Америчке Државе у пошиљци луковица перунике пре 1912. године, када су почеле инспекције робе која је улазила у земљу. Од 2015. године, само девет западних америчких држава сматрало се слободним од јапанских буба. Бубе су откривене на аеродромима на западној обали Сједињених Америчких Држава од 1940-их.
Од 19. јула 2013. јапанске бубе нису пронађене у Вајомингу, међутим 17. августа 2020. први налази су направљени у Вајомингу, тачније у парку Кендрик у Шеридану.
Прва јапанска буба пронађена у Канади била је у аутомобилу туриста у Јармуту, а стигла је у Нову Шкотску трајектом из Мејна 1939. Током исте године, три додатне одрасле јединке су ухваћене у Јармуту и три у Лацолеу у јужном Квебеку.
Јапанске бубе су пронађене на острвима Азорским острвима од 1970-их. 2014. године у близини Милана у Италији откривена је прва популација у континенталној Европи. Године 2017. штеточина је откривена у Швајцарској, највероватније се проширила преко границе из Италије. Швајцарске власти покушавају да искорене штеточину.
Само три су пронађене у држави Вашингтон, САД 2020. године, али је тада од краја јуна до 3. септембра 2021. било преко 20.000 пронађених само у Грандвју.

## Животни циклус
Јајне ћелије се полажу појединачно или у малим гроздовима близу површине тла. У року од отприлике две недеље излегу се јајне ћелије, а ларве се хране финим корењем и другим органским материјалом. Како ларве сазревају, оне постају личинке у облику слова Ц које прогресивно гутају све грубље корење и у овом тренутку могу нанети економску штету пашњацима и травњаку.
Ларве хибернирају у малим ћелијама у земљишту, излазећи у пролеће када температура земљишта поново порасте. У року од 4-6 недеља након прекида хибернације, ларве ће се кукуљити. Већи део живота буба проводи као ларва, а само 30–45 дана као имаго. Одрасли се хране лишћем изнад земље, користећи феромоне да привуку друге бубе и преплаве биљке, скелетизирајући лишће од врха биљке надоле. Агрегација буба ће се свакодневно смењивати између парења, храњења и одлагања јаја. Одрасла женка може да положи чак 40-60 јајних ћелија током свог живота. 
Током већине распрострањености јапанске бубе, њен животни циклус траје једну пуну годину, међутим у крајњим северним деловима њеног подручја, као и зонама велике надморске висине које се налазе у њеном родном Јапану, развој може потрајати две године.

## Контрола
Фенолошки модели могу бити корисни у предвиђању времена присуства ларви или одраслих јединки јапанске бубе. Резултати модела се могу користити за подршку благовременом спровођењу активности праћења и контроле против штеточина, чиме се смањује његов потенцијални утицај.
Због своје деструктивне природе, замке су измишљене посебно за циљање јапанских буба. Они се састоје од пар укрштених зидова са кесом или пластичном посудом испод и замамљени су цветним мирисом, феромоном или обоје. Међутим, студије спроведене на Универзитету Кентакија и Универзитету Источни Илиноис показују да бубе које привлаче замке често не заврше у замкама, већ слећу на биљке у близини и узрокују више штете дуж путање лета и близу замке него што би су се десиле ако замка није била присутна.
Током фазе ларве, јапанска буба живи на травњацима и другим травњацима, где једе корење траве. Током те фазе, подложна је смртоносној болести званој болест млечних спора, коју изазива бактерија која се зове млечне споре, Paenibacillus (раније Bacillus) popilliae. Министарство пољопривреде Сједињених Америчких Држава развио је ову биолошку контролу и комерцијално је доступан у облику праха за примену на травњацима. Стандардним применама (мала густина на широком подручју) је потребно од једне до пет година да се успостави максимална заштита од преживљавања ларви (у зависности од климе), ширећи се кроз тло кроз поновљене кругове инфекције.
На ратарским културама као што је бундева, плутајући покривачи за редове се могу користити да би се искључиле бубе, али то може захтевати ручно опрашивање цвећа. Каолински спрејеви се такође могу користити као баријере.
Истраживање које су спровеле многе екстензије у САД показало је да феромонске замке привлаче више буба него што их улове. Замке су најефикасније када су распрострањене по читавој заједници, низ ветар и на границама (тј. што је даље могуће, посебно уз ветар) управљаног имања које садржи биљке које се штите.
Када су присутне у малом броју, бубе се могу ручно контролисати коришћењем мешавине сапуна и воде за прскање, протресањем биљке у јутарњим сатима и одлагањем палих буба, или их једноставно брати са атракција као што су цветови руже, јер присуство буба привлачи више буба на ту биљку.
Неколико предатора инсеката и паразитоида уведено је у Сједињене Америчке Државе ради биоконтроле. Две од њих, Istocheta aldrichi и Tiphia vernalis, добро су познате са значајном, али променљивом стопом паразитизма.

## Hostplants
Док се ларве јапанских буба хране корењем многих родова трава, одрасли једу лишће много ширег спектра домаћина, укључујући ове уобичајене усеве: пасуљ, конопља, јагоду, парадајз, бибер, грожђе, хмељ, ружа, трешња, шљива, крушка, бресква, малина, купина, кукуруз, грашак, бамија и боровница .

### Списак родова биљака домаћина одраслих буба
- Abelmoschus
- јавор (maple)
- Aesculus (дињски кестен)
- Alcea
- Aronia
- Asimina
- Asparagus
- Aster
- Buddleja
- Calluna
- Caladium
- Canna
- Cannabis sativa
- Chaenomeles
- Castanea (слатки кестен)
- Cirsium (чичак)
- Cosmos
- Dahlia
- Daucus (шаргарепа)
- Dendranthema
- Digitalis
- Dolichos
- Echinacea (шишар)
- Hemerocallis
- Heuchera
- Hibiscus
- Humulus (хмељ)
- Hydrangea
- Ilex (Божиковина)
- Impatiens
- Ipomoea
- Iris
- Juglans (ораси)
- Lagerstroemia
- Liatris
- Ligustrum
- Malus (јабука, јабука)
- Malva (слез)
- Mentha (мента)
- Myrica
- Ocimum (босиљак)
- Oenothera (вечерњи першун)
- Parthenocissus
- Phaseolus
- Phlox
- Physocarpus
- Pistacia
- Platanus
- Polygonum
- Populus (топола)
- Prunus (шљива, бресква)
- Quercus (храст)
- Ribes (рибизла)
- Rheum
- Rhododendron
- Rosa (руже)
- Rubus (малина, купина, итд)
- Salix (врбе)
- Sambucus
- Sassafras
- Solanum (веленке, укључујући кромпир, парадајз, патлиџан)
- Spinacia (спанаћ)
- Syringa (јоргован)
- Thuja
- Tilia
- Toxicodendron (отровни храст, отровни бршљан, сумак)
- Ulmus (брест)
- Vaccinium (боровница)
- Viburnum
- Vitis (грожђе)
- Weigelia
- Wisteria
- Zea
- Zinnia

## Галерија
- Ларва јапанске бубе
- лутка јапанске бубе
- Одрасла јапанска буба
- Одрасле јапанске бубе се хране дрветом брескве
- Матинг, Отава , Онтарио , Канада
- Храњење, Отава
- Јапанска буба се храни љиљаном, Отава, Онтарио, Канада